# Karel Horný
Karel Horný (ur. 14 grudnia 1970) – czeski hokeista.

## Kariera
- HC Vítkovice (1992–1993)
- HC Slezan Opava (1996–1997)
- HK Spišská Nová Ves (1997–1998)
- Unia Oświęcim (1999–2001)
- GKS Tychy (2001–2002)
- HYC Herentals (2002)
- HC Slezan Opava (2002–2003)
- HC Ołomuniec (2003)
- HC Slezan Opava (2003–2004)
- Cracovia (2004–2006)
- Zagłębie Sosnowiec (2006–2007)
- Unia Oświęcim (2008–2009)
- KTH Krynica (2009–2011)
- Zagłębie Sosnowiec (2011–2012)
- HK Krnov (2012/2014)

Wieloletni zawodnik Unii Oświęcim. Do 2008 był najskuteczniejszym strzelcem z obcokrajowców w barwach Unii (73 gole). Do 2012 zawodnik Zagłębia Sosnowiec. Od sierpnia 2012 zawodnik i grający trener HC Slezan Opava.

## Sukcesy
- Złoty medal mistrzostw Polski: 2000, 2001 z Unią Oświęcim, 2006 z Cracovią
- Puchar Polski: 2000 z Unią Oświęcim
- Brązowy medal mistrzostw Polski: 2002 z GKS Tychy, 2005 z Cracovią
- Złoty medal I ligi: 2009 z Unią Oświęcim